# إلمر أسيفيدو
إلمر أسيفيدو (بالإسبانية: Elmer Acevedo) هو لاعب كرة قدم سلفادوري في مركز الهجوم، ولد في 27 يناير 1949 في السلفادور، وتوفي في 30 أغسطس 2017 في أكاخوتلا ‏ في السلفادور. شارك مع منتخب السلفادور لكرة القدم. أما مع النوادي، فقد لعب مع نادي سانتانيكوس أسوشيتد.

## وصلات خارجية
- إلمر أسيفيدو على موقع الاتحاد الدولي (مؤرشف)  (الإنجليزية)
- إلمر أسيفيدو على موقع قاعدة بيانات كرة القدم.إي يو (الإنجليزية)
- إلمر أسيفيدو على موقع Soccerway.com (الإنجليزية)
- إلمر أسيفيدو على موقع عالم كرة القدم.نت (الإنجليزية)
- إلمر أسيفيدو على موقع اللجنة الأولمبية الدولية (الإنجليزية)
- إلمر أسيفيدو على موقع أوليمبيديا (الإنجليزية)